# الحكومة العامة
الحكومة العامة (بالألمانية: Generalgouvernement) يُشار إليها بالحكومة العامة لمنطقة بولندا المحتلة، هي منطقة ألمانية محتلة تأسست عقب غزو بولندا من طرف ألمانيا النازية وسلوفاكيا والاتحاد السوفياتي عام 1939 إبان بدء الحرب العالمية الثانية. قُسّمت الجمهورية البولندية الثانية المحتلة إلى 3 مناطق، الحكومة العامة في الوسط، والمناطق البولندية التي ضمتها ألمانيا النازية في الغرب، والمناطق التي ضمها الاتحاد السوفياتي في الشرق. وُسّعت حدود المنطقة إلى حد كبير في عام 1941، عقب غزو ألمانيا للاتحاد السوفياتي، لتشمل مقاطعة غاليسيا.
كان «قرار ضم إدارة الأراضي البولندية المحتلة» الأساس الذي قامت عليه الحكومة العامة. أعلن هتلر عن القرار في 8 أكتوبر عام 1939، مدعيًا انهيار الحكومة البولندية بالكامل. سخّرت المحكمة الألمانية العليا هذا المبرر لإعادة تخصيص هوية المواطنين البولنديين، مكسبةً إياهم صفة معدومي الجنسية وفق قانون الأحوال الشخصية، باستثناء الألمان الذين استوطنوا بولندا خلال فترة الحربين، وهم فقط مَنْ اعتُبروا مواطني الرايخ الثالث، ما شكّل تجاهلًا صارخًا للقانون الدولي.
أدارت ألمانيا الحكومة العامة جاعلة منها وحدة إدارية منفصلة لأهداف لوجستية محددة. عندما غزت قوات الفيرماخت الاتحاد السوفياتي في يونيو عام 1941 (عملية بارباروسا)، وُسّعت منطقة الحكومة العامة لتشمل مناطق بولندية ضمها الاتحاد السوفياتي سابقًا. وصل الألمان إلى غاليسيا الشرقية خلال أيام، فأُلحقت بمقاطعة غاليسيا. شكّلت الحكومة العامة، حتى عام 1945، معظم المناطق الوسطى والجنوبية والجنوبية الشرقية من بولندا بحدودها السابقة للحرب العالمية (والتي تضم اليوم غرب أوكرانيا)، وشملت أراضي الحكومة العامة الجديدة مدنًا كبرى كوارسو وكراكوف ولفوف (لفيف حاليًا، واسمها بالألمانية ليمبرغ) ولوبلين (انظر خطة نيسكو) وترنوبل وستانيسوافوف (إيفانو-فرانكيفسك حاليًا) ودروغوبيتش وسامبير وغيرها. أعاد الألمان تسمية المواقع الجغرافية باللغة الألمانية.
تألفت إدارة الحكومة العامة كليًا من المسؤولين الألمان، والهدف هو استعمار المنطقة بالمستوطنين الألمان واستعباد السكان المحليين البولنديين بطريقة تؤدي إلى إبادتهم بيولوجيًا في نهاية المطاف. لم ينوِ المسؤولون النازيون في الحكومة العامة مشاركة السلطة مع السكان المحليين خلال فترة الحرب، بصرف النظر عن الإثنية أو التوجهات السياسية. نادرًا ما ذكرت السلطات الألمانية اسم بولندا في المراسلات القضائية. الاستثناء الوحيد الذي ذُكر فيه اسم بولندا هو مصرف الإصدار في بولندا، التابع للحكومة العامة.

## الاسم
كان الاسم الكامل للنظام في ألمانيا هو Generalgouvernement für die besetzten polnischen Gebiete أو الحكومة العامة للأراضي البولندية المحتلة، واستمرّ استخدام هذا الاسم حتى شهر يوليو من عام 1940. اختصر الحاكم هانز فرانك، بتفويضٍ من هتلر، الاسم في 31 يوليو من عام 1940 ليصبح الحكومة العامة Generalgouvernement فقط.
مصطلح الحكومة العامة مُستعار من اللغة الفرنسية، والترجمة الدقيقة للمصطلح هي «المحافظة العامة»، فمصطلح gouvernement لا يعني «حكومة»، بل «محافظة»، وهو نوع التقسيم الإداري الذي خُصص للمنطقة.
اختُيرت التسمية الألمانية Generalgouvernement، أو الحكومة العامة، للإشارة إلى الإدارة العامة لوارسو، والأخيرة كيانٌ مدني أسسته الإمبراطورية الألمانية في المنطقة خلال الحرب العالمية الأولى. وُجدت تلك المنطقة الإدارية بين عامي 1914 و1918، بالإضافة إلى الحكومة العسكرية في لوبلين التي خضعت لسيطرة الإمبراطورية النمساوية المجرية، ومملكة بولندا قصيرة العمر التي وُجدت بين عامي 1916 و1918، والتي كانت بقايا دولة تشكّلت بناءً على أجزاء من بولندا خضعت لسيطرة الإمبراطورية الروسية سابقًا.
عُرفت تلك المنطقة عمومًا باسم «بقايا بولندا» أو Restpolen.

## تاريخ
عقب هجوم ألمانيا على بولندا، خضعت كافة المناطق التي احتلها الجيش الألماني إلى الحكم العسكري، من ضمنها مدينة دانزيغ الحرة. توسّعت المنطقة الخاضعة للحكم العسكري منذ عام 1939، وامتدت من الحدود الشرقية لألمانيا وبروسيا الشرقية وصولًا إلى نهر بوك، حيث توقف زحف الجيوش الألمانية للاتصال بالجيش السوفياتي الأحمر تماشيًا مع الحلف السري الذي وقّعه الطرفان ضد بولندا.
وقّع الطرفان اتفاق مولوتوف‐ريبنتروب في 23 أغسطس عام 1939، والذي نصّ على منح الاتحاد السوفياتي منطقة شاسعة تمتد بين نهري بوك وفيتسولا، وجعلها «منطقة نفوذ» خاضعة للاتحاد السوفياتي بعد تقسيم بولندا، بينما اتُفق على وضع وارسو تحت الإدارة المشتركة. التقى ممثلو الاتحاد السوفياتي وألمانيا مرة أخرى لتصحيح بعض الانحرافات عن الخطة الأصلية، وحدث اللقاء في 28 سبتمبر بهدف ترسيم حدود دائمة بين البلدين. وفق النسخة المعدلة من الاتفاق، تقرر استبدال المنطقة الخاصة بالاتحاد السوفياتي، ومنح الأخير ليتوانيا الواقعة ضمن حدود ألمانيا. وفق الاتفاقية الجديدة، خضع كامل القسم الأوسط من بولندا للسيطرة الألمانية، وهو الذي يشمل المناطق الأصلية إثنيًا للسكان البولنديين. 
أقرّ هتلر الضم المباشر لمناطق كبرى من الأراضي البولندية المحتلة في الشطر الغربي من المنطقة الألمانية، بهدف تعظيم المجال الحيوي للرايخ الألماني. نظّمت ألمانيا معظم تلك المناطق تحت قسمين إداريين جديدين (رايخسجاو): وهما رايخسجاو غدانسك بروسيا الغربية، ورايخسجاو فارتيلاند. أُلحقت المناطق الثلاث المتبقية، وهي تزيشناو وسيليزيا العليا الشرقية ومثلث سووالكي، بالجاو المجاور الواقع ضمن ألمانيا. فرض مفوض الرايخ لتوحيد الأمة الألمانية وإدارة الوصية الرئيسة للشرق إجراءات قاسية بهدف تسهيل الجرمنة (الألمنة) الفورية للأراضي المحتلة، ما أدى إجمالًا إلى نزوح جماعي للسكان، خصوصًا في فارتيجاو. خُصصت الأجزاء المتبقية من بولندا السابقة لتتحول إلى أراضٍ حدودية (مارس) ومركز حدودي في الشرق، خاضع للحكم الألماني. صدر قرار آخر في 12 أكتوبر عام 1939 لتأسيس الحكومة العامة، ودخل القرار حيّز التنفيذ في 26 أكتوبر عام 1939.
عُيّن هانز فرانك في منصب الحاكم العام للحكومة العامة. أقامت السلطات الألمانية حدودًا واضحة بين أراضي الرايخ الجديدة وبقايا الدول التي احتلتها، والتي بالإمكان التفاوض عليها مع القوى الغربية. أغلق الألمان الحدود بين المنطقتين الألمانيتين لتشديد صعوبات التواصل بين الأقسام المختلفة من الشعب البولندي.
كانت الحكومة العامة للأراضي البولندية المحتلة الاسم الرسمي المختار للكيان الجديد، لكن فرانك غيّر الاسم بمرسوم في 31 يوليو لعام 1940، ليتحوّل إلى الحكومة العامة. على أي حال، لم يحمل الاسم أي إشارة إلى طبيعة الحكم الحقيقية. لم تصنّف السلطات الألمانية تلك الأراضي البولندية على أنها أراضٍ محتلة (باستثناء الفترة القصيرة التي تميّزت بالإدارة العسكرية خلال مرحلة غزو بولندا). ارتأى النازيون أن الدولة البولندية انتهت فعليًا جراء هزيمتها في حملة سبتمبر.
خسرت الحكومة العامة نحو 4 ملايين شخص من تعداد السكان عام 1939 إبان اجتياح القوات المسلحة السوفياتية للمنطقة في أواخر عام 1944. كلما اغتالت المقاومة البولندية ألمانيًا، أعدمت الشرطة الألمانية ما بين 50 إلى 100 بولندي بهدف معاقبة البولنديين وتحذيرهم. أُلقي القبض على معظم اليهود، والبالغ عددهم نحو مليوني شخص، وقُتلوا لاحقًا. دمّر الألمان مدينة وارسو بعض انتفاضة وارسو عام 1944. انهارت الحكومة العامة تزامنًا مع زحف السوفيات نحو بولندا في أواخر عام 1944. أسرت القوات الأمريكية هانز فرانك، الحاكم العام للمنطقة، في مايو عام 1945، وأصبح هانز لاحقًا أحد المتهمين في محاكم نورمبرغ. استمرّ فرانك، أثناء محاكمته، بممارساته العبادات الكاثوليكية التي تعلّمها أثناء مرحلة الطفولة، وعبّر عن الندامة وطلب التوبة. رفع فرانك 40 مؤلفًا من مذكراته إلى المحكمة، واستخلصت الأخيرة من المؤلفات دلائل دامغة ضده وضد عدد من الآخرين. اتُهم فرانك بارتكاب جرائم حرب وجرائم ضد الإنسانية، وحُكم عليه بالموت شنقًا في 1 أكتوبر عام 1946. نُفّذ حكم الإعدام في 16 أكتوبر.

### استشهادات
1. ↑  ديموت، ص. 268.
2. ↑  Diemut Majer (2003). "Non-Germans" Under the Third Reich: The Nazi Judicial and Administrative System in Germany and Occupied Eastern Europe with Special Regard to Occupied Poland, 1939–1945. JHU Press. ص. 236–246. ISBN:0801864933. مؤرشف من الأصل في 2020-09-30. {{استشهاد بكتاب}}: تجاهل المحلل الوسيط |عمل= (مساعدة)
3. ↑  Piotr Eberhardt, Jan Owsinski (2003). Ethnic Groups and Population Changes in Twentieth-century Central-Eastern Europe: History, Data, Analysis. M.E. Sharpe. ص. 216. ISBN:9780765606655. مؤرشف من الأصل في 2016-04-26.
4. ↑  Ewelina Żebrowaka-Żolinas Polityka eksterminacyjna okupanta hitlerowskiego na Zamojszczyźnie Studia Iuridica Lublinensia 17, 213-229
5. ↑  Keith Bullivant, Geoffrey J. Giles, Walter Pape (1999). Germany and Eastern Europe: Cultural Identities and Cultural Differences. Rodopi. ص. 32.
6. ↑  Adam D. Rotfeld, Anatolij W. Torkunow (2010). White spots–black spots: difficult issues in Polish–Russian relations 1918–2008 [Białe plamy–czarne plamy: sprawy trudne w polsko-rosyjskich stosunkach 1918–2008] (بالبولندية). Polsko-Rosyjska Grupa do Spraw Trudnych, Polski Instytut Spraw Międzynarodowych. p. 378. ISBN:9788362453009. Archived from the original on 2023-05-27..
7. ↑  Hans Frank's Diary نسخة محفوظة 2020-08-01 على موقع واي باك مشين.
8. ↑  Liulevicius, Vejas G. (2000). War Land on the Eastern Front: Culture, Identity, and German Occupation in World War I. Cambridge University Press, p. 54.  نسخة محفوظة 2020-08-01 على موقع واي باك مشين.
9. ↑  "Erlaß des Führers und Reichskanzlers über die Gliederung und Verwaltung der Ostgebiete"
10. ↑  Majer (2003), p. 265.
11. ↑  Generalgouvernement Shoah Resource Center نسخة محفوظة 31 أغسطس 2021 على موقع واي باك مشين.
12. ↑  Hitler, Adolf (2000). Bormann, Martin. ed. Hitler's Table Talk 1941-1944, 5 April 1942. trans. Cameron, Norman; Stevens, R.H. (3rd ed.). Enigma Books. (ردمك 1-929631-05-7).

### كتب
- "Non-Germans" Under the Third Reich: The Nazi Judicial and Administrative System in Germany and Occupied Eastern Europe with Special Regard to Occupied Poland, 1939–1945 (بالإنجليزية). JHU Press. 2003. ISBN:0801864933. Archived from the original on 2019-04-07. Retrieved 2015-05-14.